# Lijst van Iberische vlinders
Dit is een lijst van vlinders die voorkomen op het Iberisch Schiereiland (Spanje en Portugal) met vermelding van de Spaanse naam.

## Hesperiidae
| Onderfamilie   | Soort                    | Spaanse naam                   | Verspreiding | Afbeelding |
| -------------- | ------------------------ | ------------------------------ | ------------ | ---------- |
| Heteropterinae | Carterocephalus palaemon | Fronteriza                     |              |            |
| Heteropterinae | Heteropterus morpheus    | Espejitos                      |              |            |
| Hesperiinae    | Borbo borbonica          | Veloz Fenestrada               |              |            |
| Hesperiinae    | Gegenes nostradamus      | Veloz de las Rieras            |              |            |
| Hesperiinae    | Gegenes pumilo           | Veloz Menor                    |              |            |
| Hesperiinae    | Hesperia comma           | Dorada Manchas Blancas         |              |            |
| Hesperiinae    | Ochlodes sylvanus        | Dorada Orla Ancha              |              |            |
| Hesperiinae    | Thymelicus acteon        | Dorada Oscura                  |              |            |
| Hesperiinae    | Thymelicus lineola       | Dorada Línea Corta             |              |            |
| Hesperiinae    | Thymelicus sylvestris    | Dorada Línea Larga             |              |            |
| Pyrginae       | Carcharodus alceae       | Piquitos Castaña               |              |            |
| Pyrginae       | Carcharodus boeticus     | Piquitos                       |              |            |
| Pyrginae       | Carcharodus flocciferus  | Piquitos Serrana               |              |            |
| Pyrginae       | Carcharodus lavatherae   | Piquitos Clara                 |              |            |
| Pyrginae       | Erynnis tages            | Cervantes                      |              |            |
| Pyrginae       | Muschampia proto         | Polvillo Dorado                |              |            |
| Pyrginae       | Pyrgus alveus            | Ajedrezada Serrana             |              |            |
| Pyrginae       | Pyrgus andromedae        | Ajedrezada Admirada            |              |            |
| Pyrginae       | Pyrgus armoricanus       | Ajedrezada Yunque              |              |            |
| Pyrginae       | Pyrgus carlinae          | Ajedrezada Alpina              |              |            |
| Pyrginae       | Pyrgus carthami          | Ajedrezada                     |              |            |
| Pyrginae       | Pyrgus cinarae           | Ajedrezada Rusa                |              |            |
| Pyrginae       | Pyrgus foulquieri        | Ajedrezada Viril               |              |            |
| Pyrginae       | Pyrgus malvae            | Ajedrezada Menor               |              |            |
| Pyrginae       | Pyrgus onopordi          | Ajedrezada Bigornia            |              |            |
| Pyrginae       | Pyrgus serratulae        | Ajedrezada Verdosa             |              |            |
| Pyrginae       | Pyrgus sidae             | Ajedrezada de Bandas Amarillas |              |            |
| Pyrginae       | Spialia sertorius        | Sertorio                       |              |            |

## Lycaenidae
| Onderfamilie                | Soort                         | Spaanse naam     | Verspreiding | Afbeelding |
| --------------------------- | ----------------------------- | ---------------- | ------------ | ---------- |
| Lycaeninae                  | Lycaena alciphron             | Manto de Púrpura |              |            |
| Lycaeninae                  | Lycaena hippothoe             | Manto de Cobre   |              |            |
| Lycaeninae                  | Lycaena phlaeas               | Manto Bicolor    |              |            |
| Lycaeninae                  | Lycaena tityrus               | Manto Oscuro     |              |            |
| Lycaeninae                  | Lycaena virgaureae            | Manto de Oro     |              |            |
| Polyommatinae               |                               |                  |              |            |
| Agriades glandon            | Poco Brillo                   |                  |              |            |
| Agriades pyrenaicus         | Niña Gris                     |                  |              |            |
| Agrodiaetus agenjoi         |                               |                  |              |            |
| Agrodiaetus ainsae          | Velludita Fimbria Clara Menor |                  |              |            |
| Agrodiaetus amanda          | Niña Estriada                 |                  |              |            |
| Agrodiaetus damon           | Azul Cintada                  |                  |              |            |
| Agrodiaetus dolus           | Velludita Fimbria Clara       |                  |              |            |
| Agrodiaetus escheri         | Fabiola                       |                  |              |            |
| Agrodiaetus fabressei       | Velludita Parda Española      |                  |              |            |
| Agrodiaetus ripartii        | Velludita Fimbria Oscura      |                  |              |            |
| Agrodiaetus thersites       | Celda limpia                  |                  |              |            |
| Agrodiaetus violetae        |                               |                  |              |            |
| Aricia agestis              | Morena Serrana                |                  |              |            |
| Aricia morronensis          | Morena Española               |                  |              |            |
| Cacyreus marshalli          | Taladro de los Geranios       |                  |              |            |
| Celastrina argiolus         | Náyade                        |                  |              |            |
| Cupido carswelli            | Duende Marciano               |                  |              |            |
| Cupido lorquinii            | Duende Azul                   |                  |              |            |
| Cupido minimus              | Duende Oscuro                 |                  |              |            |
| Cupido osiris               | Duende Mayor                  |                  |              |            |
| Cyaniris semiargus          | Falsa Limbada                 |                  |              |            |
| Eumedonia eumedon           | Raya Corta                    |                  |              |            |
| Everes alcetas              | Rabicorta                     |                  |              |            |
| Everes argiades             | Naranjitas Rabicorta          |                  |              |            |
| Glaucopsyche alexis         | Manchas Verdes                |                  |              |            |
| Glaucopsyche melanops       | Escamas Azules                |                  |              |            |
| Iolana iolas                | Espantalobos                  |                  |              |            |
| Leptotes pirithous          | Gris Estriada                 |                  |              |            |
| Lysandra albicans           | Niña Andaluza                 |                  |              |            |
| Lysandra bellargus          | Niña Celeste                  |                  |              |            |
| Lysandra corindon           | Niña Corindón                 |                  |              |            |
| Lysandra hispana            | Niña Catalana                 |                  |              |            |
| Maculinea alcon             | Hormiguera                    |                  |              |            |
| Maculinea arion             | Hormiguera de Lunares         |                  |              |            |
| Maculinea nausithous        | Hormiguera Oscura             |                  |              |            |
| Maculinea rebeli            |                               |                  |              |            |
| Meleargia daphnis           | Azul Bipuntada                |                  |              |            |
| Plebejus argus              | Niña                          |                  |              |            |
| Plebejus idas               | Niña Esmaltada                |                  |              |            |
| Plebejus pylaon             | Niña del Astrágalo            |                  |              |            |
| Plebicula dorylas           | Niña Turquesa                 |                  |              |            |
| Plebicula golgus            | Niña de la Sierra Nevada      |                  |              |            |
| Plebicula nivescens         | Niña de Nácar                 |                  |              |            |
| Polyommatus eros            | Eros                          |                  |              |            |
| Polyommatus icarus          | Dos Puntos                    |                  |              |            |
| Pseudaricia nicias          | Borde Amplio                  |                  |              |            |
| Pseudophilotes abencerragus | Abencerraje                   |                  |              |            |
| Pseudophilotes baton        | Falso Abencerraje             |                  |              |            |
| Pseudophilotes panoptes     |                               |                  |              |            |
| Scoliantides orion          | Banda Anaranjada              |                  |              |            |
| Tarucus theophrastus        | Laberinto                     |                  |              |            |
| Zizeeria knysna             | Violetilla                    |                  |              |            |
| Theclinae                   |                               |                  |              |            |
| Callophrys avis             | Cejirrubia                    |                  |              |            |
| Callophrys rubi             | Cejialba                      |                  |              |            |
| Laesopsis roboris           | Moradilla del Fresno          |                  |              |            |
| Quercusia quercus           | Nazarena                      |                  |              |            |
| Satyrium acaciae            | Sin Perfume                   |                  |              |            |
| Satyrium esculi             | Qüerquera                     |                  |              |            |
| Satyrium ilicis             | Qüerquera Serrana             |                  |              |            |
| Satyrium spini              | Mancha Azul                   |                  |              |            |
| Satyrium w-album            | W-blanca                      |                  |              |            |
| Thecla betulae              | Topacio                       |                  |              |            |
| Tomares ballus              | Cardenillo                    |                  |              |            |

## Nymphalidae
| Onderfamilie  | Soort                    | Spaanse naam                   | Verspreiding | Afbeelding |
| ------------- | ------------------------ | ------------------------------ | ------------ | ---------- |
| Apaturinae    | Apatura ilia             | Tornasolada Chica              |              |            |
| Apaturinae    | Apatura iris             | Tornasolada                    |              |            |
| Charaxinae    | Charaxes jasius          | Cuatro Colas / Bajá            |              |            |
| Danainae      | Danaus chrysippus        | Mariposa Tigre                 |              |            |
| Danainae      | Danaus plexippus         | Monarca                        |              |            |
| Heliconiinae  | Argynnis adippe          | Adipe                          |              |            |
| Heliconiinae  | Argynnis aglaja          | Lunares de Plata               |              |            |
| Heliconiinae  | Argynnis niobe           | Niobe                          |              |            |
| Heliconiinae  | Argynnis pandora         | Pandora                        |              |            |
| Heliconiinae  | Argynnis paphia          | Nacarada                       |              |            |
| Heliconiinae  | Boloria dia              | Perlada Violeta                |              |            |
| Heliconiinae  | Boloria eunomia          | Perlada de los Pantanos        |              |            |
| Heliconiinae  | Boloria euphrosyne       | Perlada Rojiza                 |              |            |
| Heliconiinae  | Boloria napaea           | Perlada de Montaña             |              |            |
| Heliconiinae  | Boloria pales            | Perlada Alpina                 |              |            |
| Heliconiinae  | Boloria selene           | Perlada Castaña                |              |            |
| Heliconiinae  | Brenthis daphne          | Laurel                         |              |            |
| Heliconiinae  | Brenthis hecate          | Hechicera                      |              |            |
| Heliconiinae  | Brenthis ino             | Laurel Menor                   |              |            |
| Heliconiinae  | Issoria lathonia         | Sofía                          |              |            |
| Libytheinae   | Libythea celtis          | Repicoteada                    |              |            |
| Limenitidinae | Limenitis camilla        | Ninfa de Bosque                |              |            |
| Limenitidinae | Limenitis reducta        | Ninfa de los Arroyos           |              |            |
| Nymphalinae   | Aglais urticae           | Ortiguera                      |              |            |
| Nymphalinae   | Araschnia levana         | Protea                         |              |            |
| Nymphalinae   | Euphydryas aurinia       | Ondas Rojas                    |              |            |
| Nymphalinae   | Euphydryas desfontainii  | Dientes Gualdos                |              |            |
| Nymphalinae   | Inachis io               | Pavo Real                      |              |            |
| Nymphalinae   | Mellicta athalia         | Atalia                         |              |            |
| Nymphalinae   | Mellicta deione          | Deione                         |              |            |
| Nymphalinae   | Mellicta parthenoides    | Minerva                        |              |            |
| Nymphalinae   | Melitaea aetherie        | Doncella Gaditana              |              |            |
| Nymphalinae   | Melitaea cinxia          | Doncella Punteada              |              |            |
| Nymphalinae   | Melitaea diamina         | Doncella Oscura                |              |            |
| Nymphalinae   | Melitaea didyma          | Doncella Tímida                |              |            |
| Nymphalinae   | Melitaea phoebe          | Doncella Mayor                 |              |            |
| Nymphalinae   | Melitaea trivia          | Doncella Modesta               |              |            |
| Nymphalinae   | Nymphalis antiopa        | Antíopa                        |              |            |
| Nymphalinae   | Nymphalis polychloros    | Antíopa                        |              |            |
| Nymphalinae   | Polygonia c-album        | C-blanca                       |              |            |
| Nymphalinae   | Vanessa atalanta         | Numerada                       |              |            |
| Nymphalinae   | Vanessa cardui           | Cardera                        |              |            |
| Satyrinae     | Aphantopus hyperantus    | Sortijitas                     |              |            |
| Satyrinae     | Arethusana arethusa      | Pintas Ocres                   |              |            |
| Satyrinae     | Chazara briseis          | Banda Oblicua                  |              |            |
| Satyrinae     | Chazara prieuri          | Bereber                        |              |            |
| Satyrinae     | Coenonympha dorus        | Velada de Negro                |              |            |
| Satyrinae     | Coenonympha glycerion    | Castaño Morena                 |              |            |
| Satyrinae     | Coenonympha pamphilus    | Níspola                        |              |            |
| Satyrinae     | Erebia alberganus        | Erebia de Manchas Anaranjadas  |              |            |
| Satyrinae     | Erebia cassioides        | Montañesa Concéntrica          |              |            |
| Satyrinae     | Erebia epiphron          | Montañesa Ojitos               |              |            |
| Satyrinae     | Erebia epistygne         | Montañesa Primaveral           |              |            |
| Satyrinae     | Erebia euryale           | Montañesa Ribeteada            |              |            |
| Satyrinae     | Erebia gorge             | Montañesa Sublime              |              |            |
| Satyrinae     | Erebia gorgone           | Montañesa Pirenaica            |              |            |
| Satyrinae     | Erebia hispania          | Montañesa Excéntrica           |              |            |
| Satyrinae     | Erebia lefebvrei         | Montañesa Azabache             |              |            |
| Satyrinae     | Erebia manto             | Montañesa Uniforme             |              |            |
| Satyrinae     | Erebia meolans           | Montañesa de Banda Larga       |              |            |
| Satyrinae     | Erebia neoridas          | Montañesa Convexa              |              |            |
| Satyrinae     | Erebia oeme              | Montañesa Aranera              |              |            |
| Satyrinae     | Erebia palarica          | Montañesa Gigante              |              |            |
| Satyrinae     | Erebia pandrose          | Montañesa Clara                |              |            |
| Satyrinae     | Erebia pronoe            | Montañesa Dentada              |              |            |
| Satyrinae     | Erebia sthennyo          | Erebia de Graslin              |              |            |
| Satyrinae     | Erebia triaria           | Montañesa Vacilante            |              |            |
| Satyrinae     | Erebia zapateri          | Montañesa Zapaterina           |              |            |
| Satyrinae     | Hipparchia alcyone       | Banda Acodada                  |              |            |
| Satyrinae     | Hipparchia fagi          | Banda Curva                    |              |            |
| Satyrinae     | Hipparchia semele        | Pardo-Rubia                    |              |            |
| Satyrinae     | Hyponephele lupina       | Lobito Anillado                |              |            |
| Satyrinae     | Hyponephele lycaon       | Lobito                         |              |            |
| Satyrinae     | Kanetisa circe           | Rey Moro                       |              |            |
| Satyrinae     | Lasiommata maera         | Pedregosa                      |              |            |
| Satyrinae     | Lasiommata megera        | Saltacercas                    |              |            |
| Satyrinae     | Lasiommata petropolitana | Pedregosa Menor                |              |            |
| Satyrinae     | Lopinga achine           | Bacante                        |              |            |
| Satyrinae     | Maniola jurtina          | La Loba                        |              |            |
| Satyrinae     | Melanargia galathea      | Medioluto Norteña              |              |            |
| Satyrinae     | Melanargia ines          | Medioluto Inés                 |              |            |
| Satyrinae     | Melanargia lachesis      | Medioluto Ibérica              |              |            |
| Satyrinae     | Melanargia occitanica    | Medioluto Herrumbrosa          |              |            |
| Satyrinae     | Melanargia russiae       | Medioluto Montañera            |              |            |
| Satyrinae     | Minois dryas             | Ocelos Azules                  |              |            |
| Satyrinae     | Neohipparchia statilinus | Sátiro Moreno                  |              |            |
| Satyrinae     | Pararge aegeria          | Maculada                       |              |            |
| Satyrinae     | Pseudochazara hippolyte  | Cuatro Ocelos de Sierra Nevada |              |            |
| Satyrinae     | Pseudotergumia fidia     | Festón Blanco                  |              |            |
| Satyrinae     | Pyronia bathseba         | Lobito Listado                 |              |            |
| Satyrinae     | Pyronia cecilia          | Lobito Jaspeado                |              |            |
| Satyrinae     | Pyronia tithonus         | Lobito Agreste                 |              |            |
| Satyrinae     | Satyrus actaea           | Negra                          |              |            |
| Satyrinae     | Satyrus ferula           | Negra Mayor                    |              |            |

## Papilionidae
| Onderfamilie | Soort                   | Spaanse naam      | Verspreiding | Afbeelding |
| ------------ | ----------------------- | ----------------- | ------------ | ---------- |
| Papilioninae | Iphiclides feisthamelii | Podalirio ibérica |              |            |
| Papilioninae | Papilio machaon         | Macaón            |              |            |
| Parnassiinae | Zerynthia rumina        | Arlequín          |              |            |
| Parnassiinae | Parnassius apollo       | Apolo             |              |            |
| Parnassiinae | Parnassius mnemosyne    | Blanca de Asso    |              |            |

## Pieridae
Onderfamilie Coliadinae

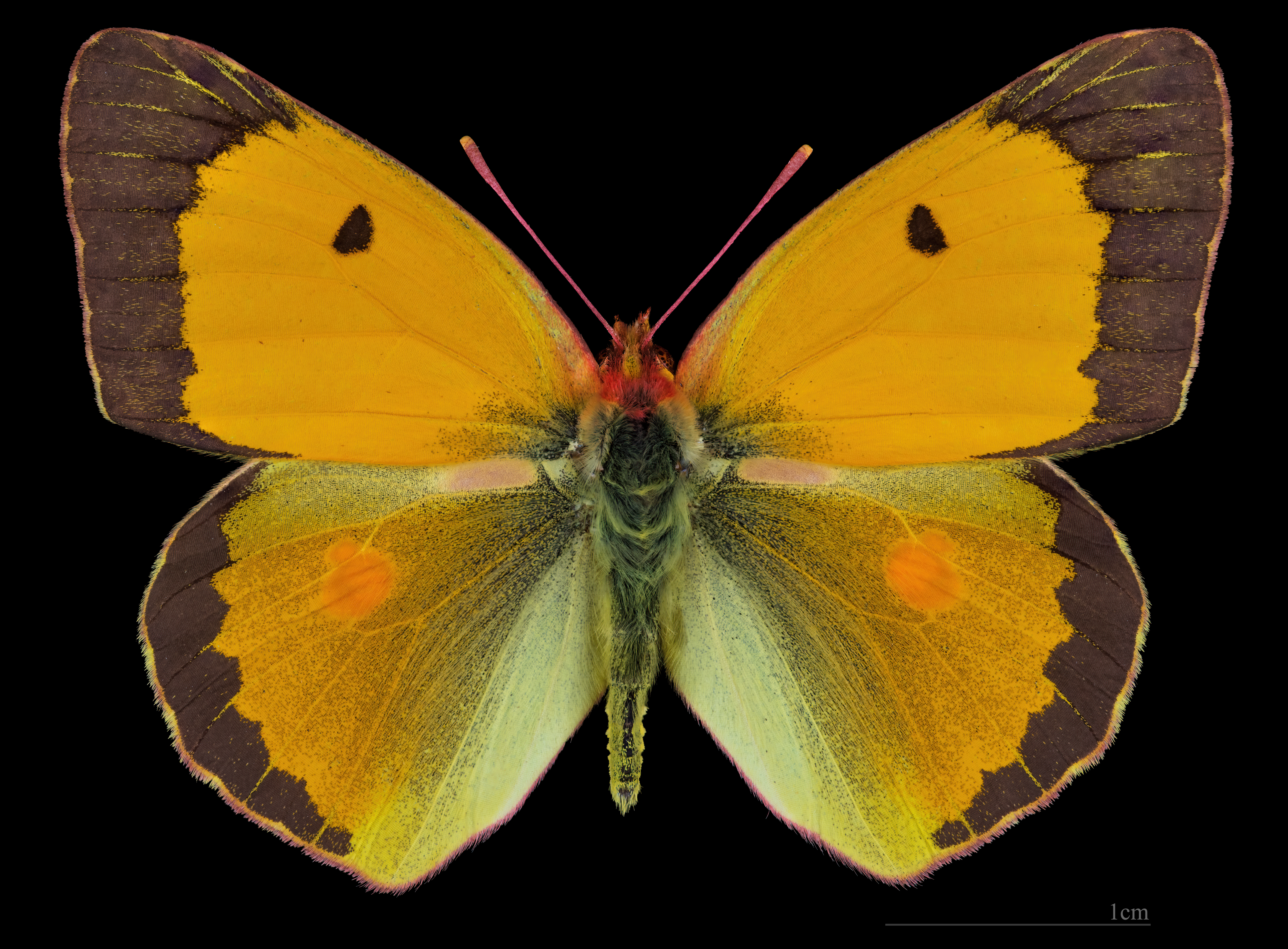
Amarilla

- Colias alfacariensis – Colias de Berger
- Colias crocea – Amarilla
- Colias phicomone – Verdosa
- Gonepteryx cleopatra – Cleopatra
- Gonepteryx rhamni – Limonera

Onderfamilie Dismorphiinae
- Leptidea sinapis – Blanca Esbelta

Onderfamilie Pierinae

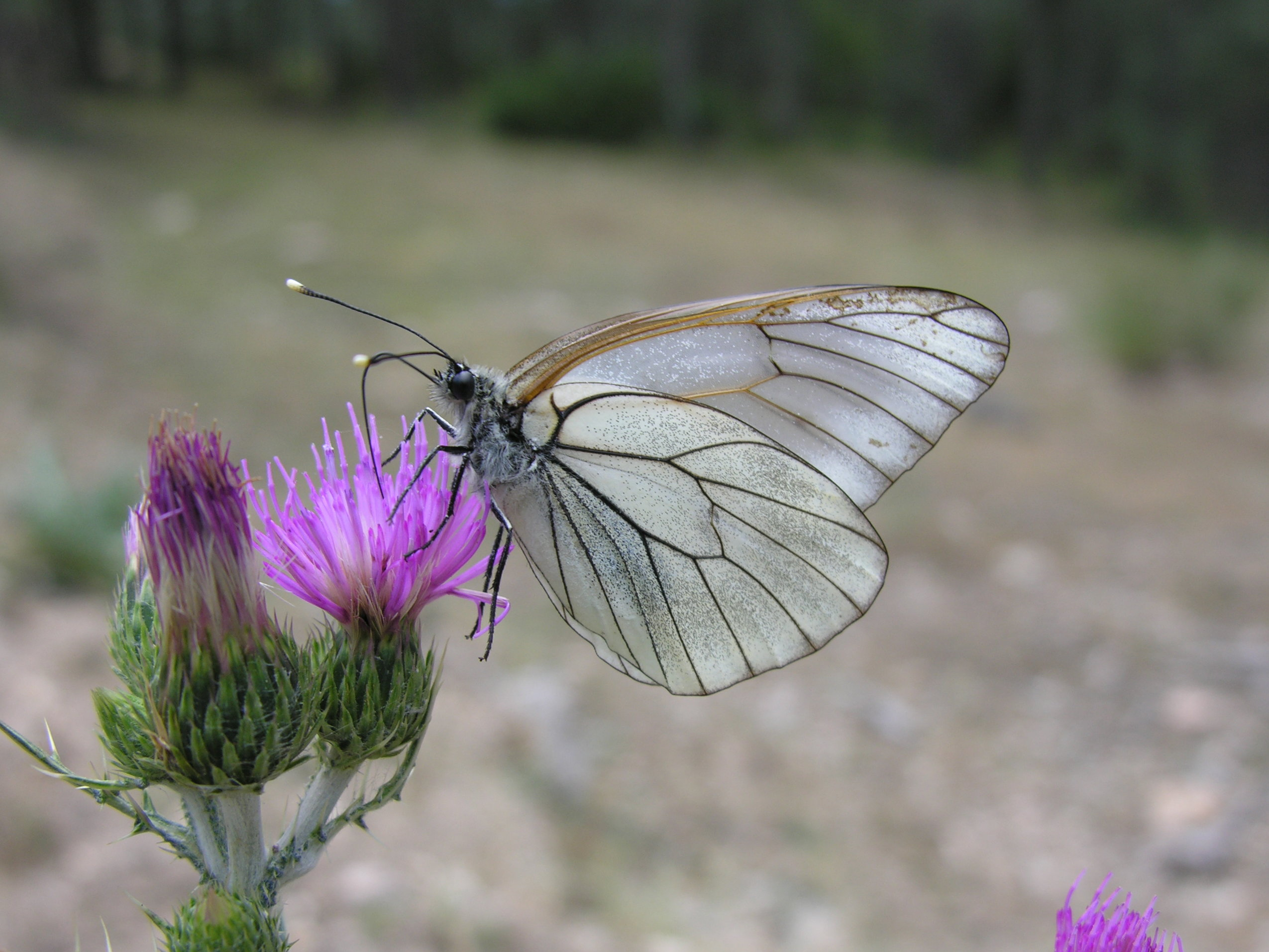
Blanca del Majuelo

- Anthocharis belia – Bandera Española
- Anthocharis cardamines – Musgosa
- Aporia crataegi – Blanca del Majuelo
- Artogeia ergane – Blanca Escasa
- Artogeia mannii – Blanca Catalana
- Artogeia napi – Blanca Verdinerviada

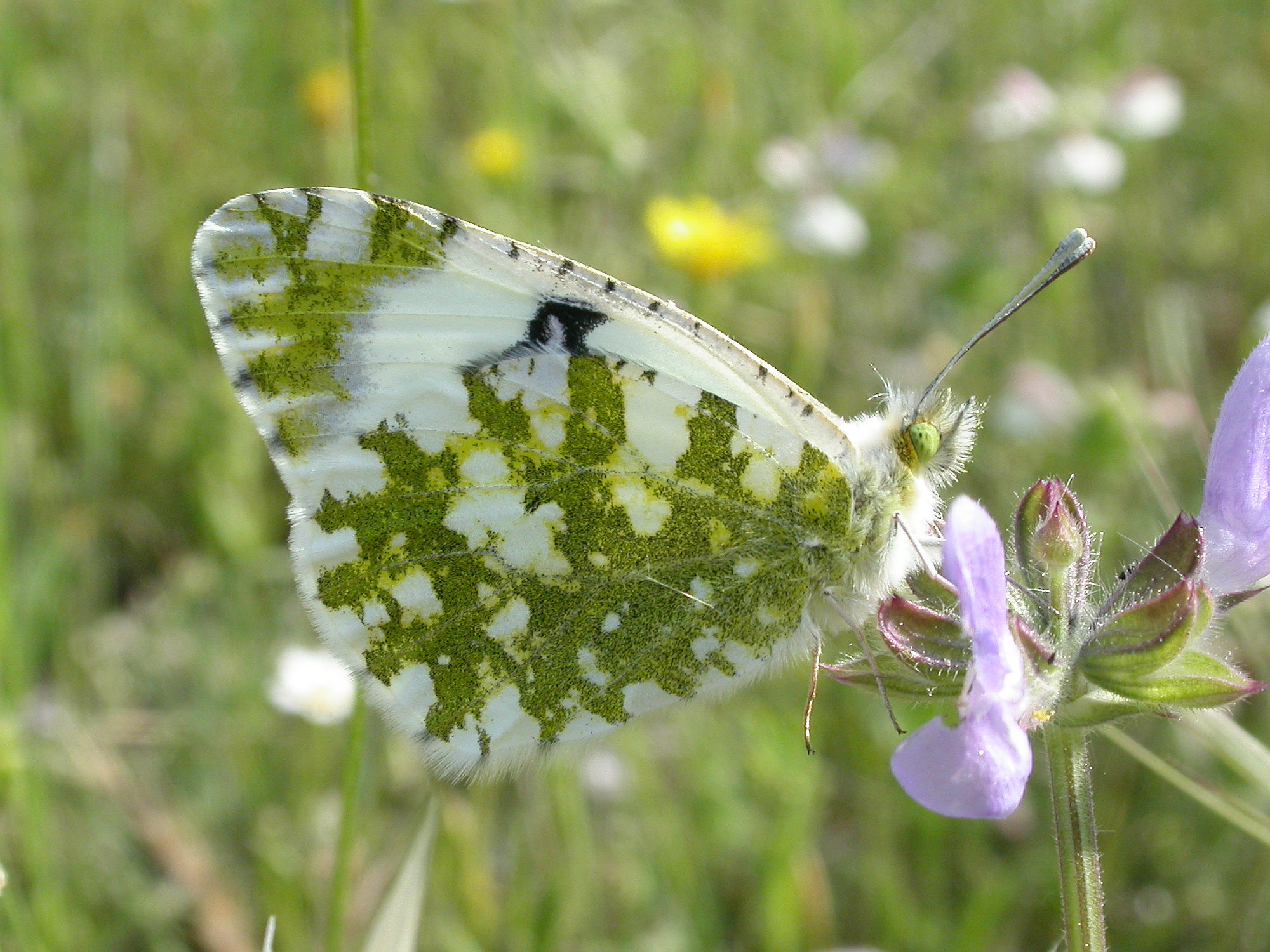
Blanquiverdosa Moteada

- Artogeia rapae – Blanquita de la Col
- Colotis evagore – Colotis del Desierto
- Elphinstonia charlonia – Puntaparda Verdosa
- Euchloe belemia – Blanca Verdirrayada
- Euchloe crameri – Blanquiverdosa Moteada
- Euchloe simplonia
- Euchloe tagis – Blanquiverdosa Curva
- Pieris brassicae – Mariposa de la Col
- Pontia dalplidice – Blanquiverdosa
- Pontia callidice – Blanquiverdosa Alpina
- Zegris eupheme – El Zegrí

## Riodinidae
| Onderfamilie | Soort           | Spaanse naam | Verspreiding | Afbeelding |
| ------------ | --------------- | ------------ | ------------ | ---------- |
|              | Hamearis lucina | Perico       |              | Perico     |